# Otto Stamm
Otto Stamm (* 29. Juli 1915 in Frankfurt am Main; † 19. Oktober 1979 in Tübingen) war ein deutscher Mediävist und Mittelalterarchäologe.

## Leben
Stamm besuchte 1926 bis 1933 zunächst die Adlerflychtschule (heutige Klingerschule), dann die Liebig-Oberrealschule in Frankfurt am Main. Nach dem Tod der Eltern ging er einem kaufmännischen Beruf nach und beschäftigte sich nur in seiner Freizeit mit Heimatgeschichte. 1941 wurde Stamm zum Wehrdienst eingezogen, nach Athen versetzt holte er an der dortigen Deutschen Schule im Mai 1944 das Abitur nach.
Nach der Entlassung aus der Kriegsgefangenschaft und der Rückkehr in seine Heimatstadt nahm Stamm 1946 an der Johann-Wolfgang-Goethe-Universität das Studium der Geschichte auf, das er 1952 erfolgreich mit Promotion abschloss. Zeitgleich begann er eine Tätigkeit als freier Mitarbeiter der Deutschen Bibliothek und der neu ins Leben gerufenen Frankfurter Historischen Kommission.
Obwohl Stamm 1954 ursprünglich eine Volontärstelle des Historischen Museums Frankfurt antreten sollte, wurde er noch im selben Jahr für die bereits 1953 begonnenen Altstadtgrabungen des neu gegründeten Museums für Vor- und Frühgeschichte freigestellt. Zusammen mit Walter Sage hatte er 1955 die Grabungsleitung auf dem Domhügel inne, die dort mit großem Erfolg die Reste der karolingisch-ottonischen Königspfalz Frankfurt freilegen konnte; die Ergebnisse publizierte Stamm noch im selben Jahr vorab in der Zeitschrift Germania.
Im Anschluss übertrug man ihm die Bearbeitung der spätrömischen und frühmittelalterlichen Keramik aus den Altstadtgrabungen. Die Erkenntnisse konnte Stamm 1962 in einem bis heute gültigen, zuletzt 2002 nachgedruckten Standardwerk zur Altstadtstratigraphie und Keramik dieser Epoche im Rhein-Main-Gebiet vorstellen. Im selben Jahr veröffentlichte er die Ergebnisse der unter seiner Leitung seit 1956 am Saalhof getätigten Untersuchungen. Dabei räumte er unter anderem endgültig dessen über lange Zeit angenommenen karolingischen Ursprung aus und wies nach, dass das Gebäude wohl in der zweiten Hälfte des 13. Jahrhunderts als staufisch-romanische Königsburg neu entstand.
Bereits 1957 hatte Stamm die Stelle für mittelalterliche Archäologie des Museums für Vor- und Frühgeschichte übernommen, womit sich seine Tätigkeit nun auf das gesamte Stadtgebiet ausweitete. Der weitaus größte Teil des Personals war in den Folgejahren jedoch mit Ausgrabungen in der Römerstadt Nida beschäftigt. Ab 1969 setzte die für die Archäologie schwierige Epoche der rasanten Neubebauung auch des westlichen Domhügels ein, wobei mit Ausnahme des Archäologischen Gartens der gesamte Kulturboden zwischen Dom und Römer abgebaggert wurde.
Der 1970 beginnende Neubau des Historischen Museums brachte weitere schwere Verluste, diesmal an den im Boden liegenden Bestandteilen der staufischen Königsburg. Stamm war während der gesamten Zeit bei Notgrabungen eingesetzt, seine erst 2007 auszugsweise veröffentlichten Tagebücher belegen ein weitgehendes Unverständnis der privaten, aber auch städtischen am Bau beteiligten Stellen gegenüber den von ihm geltend gemachten archäologischen Belangen.
Stamm starb 1979 in Tübingen, sein Nachlass befindet sich im Institut für Stadtgeschichte in Frankfurt am Main.

## Publikationen (Auswahl)
- Die Bürgerbücher der Reichsstadt Frankfurt 1311–1400 und das Einwohnerverzeichnis von 1387. Verlag Waldemar Kramer, Frankfurt am Main 1955 (Veröffentlichungen der Frankfurter Historischen Kommission 12).
- Zur karolingischen Königspfalz in Frankfurt am Main. In: Römisch-Germanische Kommission des Deutschen Archäologischen Instituts (Hrsg.): Germania. Anzeiger der Römisch-Germanischen Kommission des Deutschen Archäologischen Instituts. Jahrgang 33, Walter de Gruyter GmbH & Co. KG, Berlin 1955, S. 391–401.
- Der königliche Saalhof zu Frankfurt am Main. Mit einem Vorbericht über die Ausgrabungen des Museums für Vor- und Frühgeschichte 1958–1961. Verlag Waldemar Kramer, Frankfurt am Main 1962 (Sonderdruck aus den Schriften des Historischen Museums Frankfurt am Main 12).
- Spätrömische und frühmittelalterliche Keramik der Altstadt Frankfurt am Main. Nachdruck der Originalausgabe von 1962. Archäologisches Museum Frankfurt, Frankfurt am Main 2002, ISBN 3-88270-346-6 (Schriften des Frankfurter Museums für Früh- und Vorgeschichte 1).
- Gab es in Frankfurt eine staufische Pfalz? In: Landesamt für Denkmalpflege Hessen (Hrsg.): Fundberichte aus Hessen. 19. / 20. Jahrgang 1979/80, Selbstverlag des Landesamtes für Denkmalpflege Hessen, Wiesbaden 1980, S. 819–842.